# Campeonato nacional de Estados Unidos 1965
Lista de los campeones del Campeonato nacional de Estados Unidos de 1965:

## Senior

### Individuales masculinos
Manuel Santana vence a  Cliff Drysdale, 6–2, 7–9, 7–5, 6–1

### Individuales femeninos
Margaret Court vence a  Billie Jean Moffitt, 8–6, 7–5

### Dobles masculinos
Roy Emerson /  Fred Stolle vencen a  Frank Froehling /  Charles Pasarell, 6–4, 10–12, 7–5, 6–3

### Dobles femeninos
Carole Caldwell Graebner /  Nancy Richey vencen a  Billie Jean Moffitt /  Karen Hantze Susman, 6–4, 6–4

### Dobles mixto
Margaret Smith Court /  Fred Stolle vencen a  Judy Tegart /  Frank Froehling, 6–2, 6–2
| Predecesor: 1964                         | Campeonato nacional de Estados Unidos 1965 | Sucesor: 1966                         |
| Predecesor: Campeonato de Wimbledon 1965 | Grand Slam 1965                            | Sucesor: Campeonato de Australia 1966 |

- Datos: Q929245